# Stazione di San Claudio
Stazione di San Claudio vasútállomás Olaszországban, Marche régióban, Corridonia településen.

## Vasútvonalak
Az állomást az alábbi vasútvonalak érintik:
- Civitanova-Fabriano-vasútvonal

## Kapcsolódó állomások
A vasútállomáshoz az alábbi állomások vannak a legközelebb: 
- Stazione di Corridonia-Mogliano
- Stazione di Morrovalle-Monte San Giusto